# Раттіган-Стадник Яна Володимирівна
Яна Володимирівна Раттіган-Стадник (англ. Yana Rattigan-Stadnik; нар. 20 січня 1987, смт Віньківці Хмельницької області) — українська і британська борчиня вільного стилю, дворазова срібна призерка чемпіонатів Європи, срібна призерка Ігор Співдружності.

## Біографія
Боротьбою почала займатися з 2000 року. Виступала за кадетську та юніорську збірні України. У їх складі ставала чемпіонкою (2002) та двічі срібною призеркою Європейської першості серед кадетів та чемпіонкою Європи 2005 року серед юніорів. Згодом за ініціативи українського тренера Миколи Корнєєва, який приїхав до Манчестера в 2001 році тренувати команду Ігор Співдружності, Яна Стадник переїхала до Англії, вийшла заміж за відомого британського важковаговика, члена олімпійської збірної з боротьби Леона Раттігана. Українка почала представляти збірну Великої Британії, завоювала для неї першу за 22 роки нагороду чемпіонату Європи, але через бюрократичну тяганину не отримала своєчасно британське громадянство, тому не змогла на піку своєї кар'єри взяти участь в літніх Олімпійських іграх 2012 року в Лондоні.
Виступає за Борцівський клуб Західного Лондона. Тренується в Манчестері разом з іншою українкою, що представляє Велику Британію, бронзовою призеркою чемпіонату світу, дворазовою бронзовою призеркою чемпіонатів Європи Ольгою Буткевич.

### Родина
Яна Стадник — молодша сестра Заслуженого майстру спорту України, срібного призера з вільної боротьби ХХІХ літніх Олімпійських ігор в Пекіні Андрія Стадника. Його дружина — Марія Стадник, борчиня, чотириразова олімпійська призерка, призерка та чемпіонка світу, п'ятиразова чемпіонка Європи, чемпіонка Європейських ігор, з 2007 року виступає за Азербайджан. Колишня дружина іншого брата, Романа — чемпіонка світу та Європи з боротьби Аліна Стадник-Махиня.

## Спортивні результати на міжнародних змаганнях

### Виступи на Чемпіонатах світу
| Змагання                        | Збірна          | Вагова категорія | Місце |
| ------------------------------- | --------------- | ---------------- | ----- |
| Чемпіонат світу з боротьби 2009 | Велика Британія | 48 кг            | 5     |
| Чемпіонат світу з боротьби 2010 | Велика Британія | 48 кг            | 7     |
| Чемпіонат світу з боротьби 2013 | Велика Британія | 48 кг            | 11    |
| Чемпіонат світу з боротьби 2014 | Велика Британія | 48 кг            | 32    |
| Чемпіонат світу з боротьби 2015 | Велика Британія | 48 кг            | 11    |

### Виступи на Чемпіонатах Європи
| Змагання                         | Збірна          | Вагова категорія | Місце  |
| -------------------------------- | --------------- | ---------------- | ------ |
| Чемпіонат Європи з боротьби 2010 | Велика Британія | 48 кг            | Срібло |
| Чемпіонат Європи з боротьби 2011 | Велика Британія | 48 кг            | 5      |
| Чемпіонат Європи з боротьби 2013 | Велика Британія | 48 кг            | Срібло |
| Чемпіонат Європи з боротьби 2016 | Велика Британія | 48 кг            | 7      |

### Виступи на Європейських іграх
| Змагання              | Збірна          | Вагова категорія | Місце |
| --------------------- | --------------- | ---------------- | ----- |
| Європейські ігри 2015 | Велика Британія | 48 кг            | 11    |

### Виступи на Іграх Співдружності
| Змагання                | Збірна | Вагова категорія | Місце  |
| ----------------------- | ------ | ---------------- | ------ |
| Ігри Співдружності 2014 | Англія | 48 кг            | Срібло |

### Виступи на інших змаганнях
| Змагання                                                               | Збірна          | Вагова категорія | Місце  |
| ---------------------------------------------------------------------- | --------------- | ---------------- | ------ |
| Гран-прі Німеччини з боротьби 2007                                     | Велика Британія | 48 кг            | 7      |
| Відкритий жіночий чемпіонат Австрії з боротьби 2007                    | Велика Британія | 48 кг            | 5      |
| Золотий Гран-прі з боротьби 2008                                       | Велика Британія | 48 кг            | Бронза |
| Гран-прі «Іван Яригін» 2009                                            | Велика Британія | 48 кг            | 5      |
| Золотий Гран-прі з боротьби 2009                                       | Велика Британія | 48 кг            | 5      |
| Всесвітні ігри бойових мистецтв 2010                                   | Велика Британія | 48 кг            | Срібло |
| Золотий Гран-прі з боротьби 2011                                       | Велика Британія | 48 кг            | Бронза |
| Відкритий жіночий чемпіонат Австрії з боротьби 2011                    | Велика Британія | 48 кг            | Бронза |
| Золотий Гран-прі з боротьби 2011                                       | Велика Британія | 48 кг            | Бронза |
| Київський Міжнародний турнір з вільної боротьби 2011                   | Велика Британія | 48 кг            | Бронза |
| Тестовий турнір FILA 2011                                              | Велика Британія | 48 кг            | 9      |
| Nordhagen Classics 2012                                                | Велика Британія | 48 кг            | Золото |
| Золотий Гран-прі з боротьби 2013                                       | Велика Британія | 48 кг            | Золото |
| Гран-прі Іспанії з боротьби 2013                                       | Велика Британія | 48 кг            | 5      |
| Меморіал Вацлава Циолковського 2013                                    | Велика Британія | 48 кг            | 18     |
| Золотий Гран-прі з боротьби 2013                                       | Велика Британія | 48 кг            | 5      |
| Гран-прі Іспанії з боротьби 2014                                       | Велика Британія | 48 кг            | 8      |
| Гран-прі Парижа 2015                                                   | Велика Британія | 48 кг            | 7      |
| Pro Wrestling League 2015                                              | Велика Британія | Teamкг           | Бронза |
| Олімпійський кваліфікаційний турнір з вільної боротьби 2016 (Зренянин) | Велика Британія | 48 кг            | 9      |
| Олімпійський кваліфікаційний турнір з вільної боротьби 2016 (Стамбул)  | Велика Британія | 48 кг            | 13     |